# Делеэнти, Меган
Меган Кэтрин Делеэнти (англ. Megan Catherine Delehanty; род. 24 марта 1968, Эдмонтон) — канадская гребчиха, выступавшая за сборную Канады по академической гребле в начале 1990-х годов. Чемпионка летних Олимпийских игр в Барселоне, чемпионка мира, победительница и призёрка многих регат национального значения.

## Биография
Меган Делеэнти родилась 24 марта 1968 года в городе Эдмонтон провинции Альберта, Канада.
Во время обучения в Альбертском университете серьёзно занималась лёгкой атлетикой, но в 1988 году решила попробовать себя в академической гребле, и этот вид спорта пришёлся ей по душе. Окончив это учебное заведение в 1990 году, затем поступила на педагогическую специальность в Университет Британской Колумбии, где так же состояла в местной гребной команде UBC Thunderbirds. Позже проходила подготовку в Бернаби в гребном клубе Burnaby Lake Rowing Club.
Первого серьёзного успеха на взрослом международном уровне добилась в сезоне 1991 года, когда вошла в основной состав канадской национальной сборной и побывала на чемпионате мира в Вене, откуда привезла награду золотого достоинства, выигранную в распашных рулевых восьмёрках.
Благодаря череде удачных выступлений удостоилась права защищать честь страны на летних Олимпийских играх 1992 года в Барселоне. В составе экипажа, куда также вошли гребчихи Кирстен Барнс, Шеннон Кроуфорд, Кэтлин Хеддл, Марни Макбин, Джессика Монро, Бренда Тейлор, Кей Уортингтон и рулевая Лесли Томпсон, финишировала первой в восьмёрках, опередив ближайших преследовательниц из Румынии почти на четыре секунды, и тем самым завоевала золотую олимпийскую медаль.
Сразу по окончании барселонской Олимпиады Делеэнти завершила спортивную карьеру и занялась дальнейшим образованием, в частности вскоре получила докторскую степень по философии в Питтсбургском университете.
За выдающиеся спортивные достижения в 1994 году была введена в Канадский олимпийский зал славы. Является членом Стены славы спорта Альбертского университета (2005) и Спортивного зала славы и музея Альберты (2007).